# CAC ウィンジール
CA-22/CA-25 ウィンジール
飛行展示を行うオーストラリア空軍博物館所蔵のA85-439機（2007年12月2日）
- 用途：練習機
- 分類：レシプロ機
- 製造者：コモンウェルス・エアクラフト・コーポレーション
- 運用者： オーストラリア（オーストラリア空軍）
- 初飛行：1951年2月3日
- 運用開始：1955年9月16日
- 退役：1994年
- 運用状況：退役
- ユニットコスト：20,000オーストラリア・ポンド[1]

CAC ウィンジール（CAC Winjeel）は、オーストラリアのコモンウェルス・エアクラフト（CAC）が生産した航空機。練習機として導入され、後に前線航空管制機としても運用された。ウィンジールとはアボリジニの言葉で「若鷲」を意味する。

## 開発
1948年、オーストラリア空軍で使用されていたタイガーモスとワイラウェイを代替する練習機として、3座式練習機の要求仕様が公開された。コモンウェルス・エアクラフト・コーポレーションは、これに応じてCA-22を開発。2機が生産され、1951年2月3日に初飛行した。
試験に臨んだCA-22は高い安全性を示したが、安定性が高すぎて練習機として必要なスピン状態に入ることができず要求仕様を満たせなかった。これは、機体後部のフェアリングに垂直尾翼が適合し、水平尾翼が過大であったことが原因であった。CA-22の機体後部の改設計が行われ、尾翼を前方へ移動、エンジン位置の調整、翼胴フィレットの大型化、キャノピーの改善が行われた機体は、CA-25となった。
1951年末、62機のCA-25購入が決定。初飛行は1955年2月23日、納入は同年9月16日に行われ、タイガーモスを更新し、次いでワイラウェイを更新した。1958年1月、最終生産機が納入された。

## 運用
当初ニューサウスウェールズ州ウランクィンティーの第1基礎飛行訓練学校に導入。教官の訓練目的で、イーストセール空軍基地の中央飛行学校にも導入された他、通信・連絡機としても用いられている。
1968年、MB-326Hによる練習機の総ジェット化計画により退役が計画された。だが、この計画は失敗に終わり1975年まで練習機として運用され続け、練習機としてはCT/4Aエアトレーナーにより更新された。その後は、ウィリアムタウン空軍基地の第76飛行隊にて、前線航空管制機として空軍・陸軍の支援に当たった。1994年、PC-9/Aにより更新され、運用が終了した。
退役した機体は、オーストラリアの各地で博物館を含む民間保有機として、飛行可能な機体が残されている。

## 型式
- CA-22：シリアルナンバーA85-618と364の2機が生産されたプロトタイプ[2]。後にCA-25と同仕様に改造された[11][12]。
- CA-25：シリアルナンバーA85-401からA85-462までの62機が生産された量産型[2]。

## 構造
低翼単葉の単発機で、機体は圧延アルミニウム製、降着装置は尾輪式の固定脚である。並列複座式コックピットの右座席後部に後席を備えることで同時に2名の訓練が可能となっていた。キャノピーはスライド式で、緊急時には射出することが可能となっていた。
CA-22は、プラット・アンド・ホイットニー R-985をエンジンとして搭載したが、当初の計画では量産時に自社製450馬力エンジンのシケイダ（Cicada、セミを意味する英語）を搭載する予定であった。実際には、CA-25もR-985を搭載した。エンジンカウルは4つに分かれて開き、エンジンにアクセス可能となっていた。

## 要目（CA-25）
出典: 
諸元
- 乗員: 1
- 定員: 3
- 全長: 8.56m
- 全高: 2.77m
- 翼幅: 11.78m
- 翼面積: 23.1m2
- 翼型: NACA 23015（翼付根）、NACA 23010（翼端）
- 空虚重量: 1,542kg
- 最大離陸重量: 1,968kg
- 動力: プラット・アンド・ホイットニー R-985-AN-2 9気筒星型エンジン、340kW （450馬力）   × 1

性能
- 最大速度: 301km/h
- 巡航速度: 254km/h
- 失速速度: 85km/h
- 航続距離: 885km
- 実用上昇限度: 4,816m
- 上昇率: 457m/分
- 離陸滑走距離: 340m
- 着陸滑走距離: 305m

### 関連文献
- 『完全版 世界の軍用機図鑑』 2015年 コスミック出版